# Gaspar Zarrías
Pour les articles homonymes, voir Arevalo.
Zarrías  Arévalo est un nom espagnol. Le premier nom de famille, en général paternel, est Zarrías ; le second, en général maternel, souvent omis, est Arévalo.
Gaspar Carlos Zarrías Arévalo ([ɡasˈpaɾ ˈkaɾlos θaˈrias aˈɾeβalo]) est un homme politique espagnol, né le 30 avril 1955 à Madrid. Il a appartenu au Parti socialiste ouvrier espagnol (PSOE).
Lié à l'Andalousie par son histoire familiale, il est élu député de la circonscription de Jaén au Parlement andalou en 1982. Il devient secrétaire à l'Organisation du PSOE-A en 1985, puis conseiller à la Présidence trois ans plus tard, systématiquement sous l'autorité de José Rodríguez de la Borbolla.
Il siège au Sénat entre 1990 et 1994, puis revient au gouvernement territorial en 1995, comme conseiller à l'Industrie, sous la présidence de Manuel Chaves. Un an plus tard, celui-ci le renomme conseiller à la Présidence. Il conserve cette responsabilité sous quatre gouvernements et pendant treize ans, devenant au fil des années l'un des plus importants dirigeants de la Junte d'Andalousie.
Il démissionne en 2009, après avoir assumé pendant quinze jours l'intérim de la présidence, afin de suivre Manuel Chaves au gouvernement national au poste de secrétaire d'État à la Coopération territoriale. Il entre en 2010 à la commission exécutive fédérale du PSOE, puis en 2011 au Congrès des députés.
Il se met en retrait de la vie politique à partir de 2015, en conséquence de sa mise en examen dans une affaire de fraude aux subventions publiques datant de son passage au gouvernement andalou. À ce titre, il est condamné à neuf ans d'inéligibilité et d'incapacité à exercer une charge publique quatre ans plus tard.

## Famille
Gaspar Carlos Zarrías Arévalo naît le 30 avril 1955 à Madrid.
Son histoire familiale est intimement liée au village de Cazalilla, dans la province de Jaén : son grand-père Gaspar puis son père Juan en ont été tous les deux maires, le premier à l'époque de la guerre civile et le second après la chute du franquisme.
Il est marié et père de deux enfants.

## Études et débuts en politique
Gaspar Zarrías adhère au Parti socialiste ouvrier espagnol (PSOE) en 1972, à l'âge de 17 ans. Il participe aux congrès de 1972 et 1974, organisés respectivement à Toulouse et Suresnes.
Il étudie le droit à l'université complutense de Madrid, puis devient avocat spécialisé en droit pénal et du travail.
Au cours des élections du 23 mai 1982 au Parlement d'Andalousie, il est élu député de la circonscription de Jaén, occupant la troisième place sur la liste du PSOE. Il devient alors directeur général de l'Administration locale de la Junte d'Andalousie, puis en 1984 directeur de cabinet du président de la Junte José Rodríguez de la Borbolla.
En mars 1985, il est élu secrétaire à l'Organisation de la commission exécutive du Parti socialiste ouvrier espagnol d'Andalousie (PSOE-A) par les délégués au congrès sur proposition du secrétaire général, José Rodríguez de la Borbolla.

## Conseiller de la Junte d'Andalousie

### Sous la présidence de José Rodríguez de la Borbolla
Le 1er mars 1988, Gaspar Zarrías est nommé conseiller à la Présidence du second gouvernement de José Rodríguez de la Borbolla — dont il est un proche — en remplacement de Manuel Gracia Navarro, promu conseiller à l'Intérieur. Il est remplacé à la fin du mois au secrétariat à l'Organisation du PSOE-A mais continue de siéger au sein de la commission exécutive.
À la suite des élections de 1990, Manuel Chaves prend la présidence de la Junte et désigne Gaspar Zarrías sénateur par désignation du Parlement. Après qu'il a voté en 1991 de manière quasi-simultanée pour plusieurs de ses collègues absents, une légende lui attribue d'avoir voté avec ses pieds en s'allongeant de tout son long sur les bancs sénatoriaux, alors que ce fait relève d'un autre sénateur socialiste.
Il abandonne la chambre haute des Cortes Generales à l'issue de son unique mandat, en 1994. Cette même année, il devient secrétaire général provincial du PSOE de Jaén. 

### Numéro deux de Manuel Chaves
En 1995, Manuel Chaves rappelle Gaspar Zarrías au sein du gouvernement andalou en qualité de conseiller à l'Industrie, au Commerce et au Tourisme. À ce poste, il gère plusieurs conflits sociaux dans le secteur des chantiers navals ou de l'automobile. Il est également élu cette année-là conseiller municipal de Cazalilla.
Il est confirmé au gouvernement après les élections de 1996, étant rappelé par Manuel Chaves au poste de conseiller à la Présidence. Il occupe cette fonction pendant treize ans, devenant l'un des plus puissants responsables de la Junte d'Andalousie et contrôlant l'ensemble des décisions prises par le conseil de gouvernement. À partir de 2008, il exerce le rôle de premier vice-président de la Junte, chargé de la coordination des affaires politiques, ce qui constitue une première depuis 1990.
Lorsque Manuel Chaves doit démissionner le 7 avril 2009 pour devenir troisième vice-président du gouvernement et ministre de la Politique territoriale, Gaspar Zarrías assume l'intérim de la présidence de l'exécutif andalou. Il l'exerce seize jours, jusqu'à la prise de fonction du nouveau chef du gouvernement territorial, José Antonio Griñán.

## Parcours national

### Secrétaire d'État à la Politique territoriale
Au lendemain de la fin de son intérim, Gaspar Zarrías quitte à son tour Séville. Il rejoint en effet Madrid le 24 avril pour prendre les fonctions de secrétaire d'État à la Coopération territoriale, toujours sous l'autorité de Manuel Chaves. Au sein du gouvernement formé par José Antonio Griñán, ses fonctions sont reprises par Antonio Ávila (es), tandis que sa vice-présidence est supprimée
Il démissionne en conséquence de son mandat de député andalou, qui échoit à Felipe Sicilia. Il intègre neuf mois plus tard la commission exécutive fédérale du PSOE comme secrétaire aux Relations institutionnelles en remplacement de Mar Moreno, appelée au gouvernement andalou par Griñán, et démissionne en conséquence du secrétariat général du PSOE dans la province de Jaén.

### Député au Congrès
En 2011, Gaspar Zarrías renonce à être tête de liste dans la circonscription de Jaén aux élections générales anticipées du 20 novembre afin de favoriser la parité parmi les têtes de liste, et occupe ainsi la deuxième place derrière Concepción Gutiérrez del Castillo. Il est ainsi élu au Congrès des députés, la liste obtenant un total de trois sièges.
Il continue de siéger à la commission exécutive après le congrès socialiste de 2012, en tant que secrétaire aux Villes et à la Politique municipale. Si José Antonio Griñán et Susana Díaz avaient opté pour l'élection de Carme Chacón au secrétariat général, Gaspar Zarrías s'était montré en faveur d'Alfredo Pérez Rubalcaba, finalement élu à la direction du PSOE.

## Affaire ERE
Gaspar Zarrías est mis en examen le 16 avril 2015 dans l'« affaire ERE », un dossier judiciaire mettant en cause de hauts responsables andalous de l'époque de Manuel Chaves dans l'attribution d'aides potentiellement frauduleuses à des entreprises contraintes de procéder à des licenciements, d'allocations à des salariés concernés par ces licenciements et placés en pré-retraite, ou de commissions à des intervenants intermédiaires traitant des dossiers.
Il démissionne du Congrès des députés le 25 juin suivant, en conséquence de cette procédure judiciaire. Son remplacement est assuré par la conseillère municipale de Jaén Mercedes Gámez, déjà députée remplaçante sous la précédente législature. Il demande l'année suivante d'être suspendu de ses droits d'adhérent socialiste, après 44 ans de militantisme au sein du PSOE.
La presse révèle en mai 2018 que lui et Chaves ont déjeuné avec le secrétaire à l'Organisation du PSOE José Luis Ábalos, qui tient par ce geste à leur témoigner le soutien moral du parti alors que publiquement, la direction nationale traite l'affaire ERE avec froideur et distance.
Le 19 novembre 2019, il est reconnu coupable de prévarication par la cour provinciale de Séville, et ainsi condamné à neuf ans d'interdiction d'exercice d'une charge publique. Il fait appel de cette sentence devant le Tribunal suprême six mois plus tard.